# Narração de assuntos da Armênia
Narração de assuntos da Armênia (em latim: Narratio de rebus Armeniae) é uma obra armênia escrita por volta do ano 700, conhecida na íntegra apenas por sua tradução grega do século XI, o Diegese. Descreve, sob um ponto de vista pró-calcedônio, as relações entre as Igrejas Armênia e Grega, perpassando o Primeiro Concílio de Niceia (325), a rejeição do Concílio da Calcedônia (451) pelo Segundo Concílio de Dúbio (555), as tentativas de união das Igrejas nos séculos VI e VII e seu eventual fracasso. O católico ibérico Arsênio I (r. 860–887) usou o texto em sua obra sobre o cisma armeno-ibérico. Foi conhecida por autores armênios posteriores, mas o texto original foi perdido.